# Maklári József

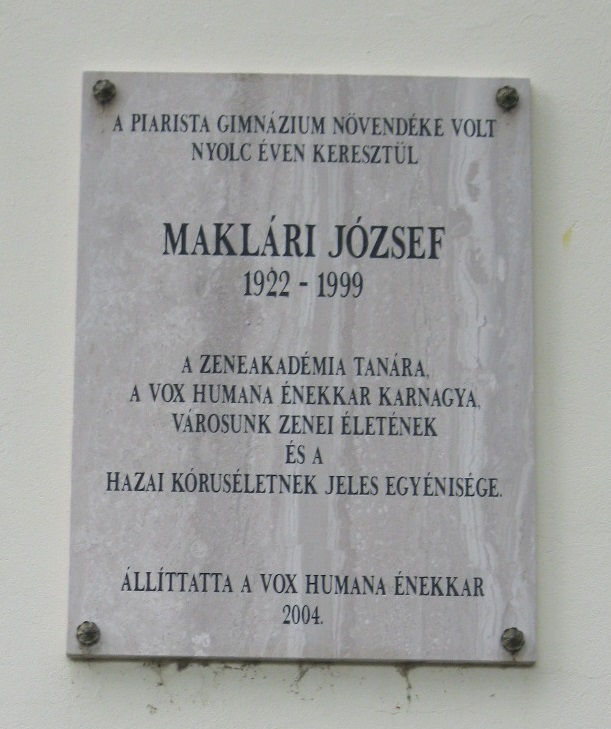
Maklári József emléktáblája Vácon. Konstantin tér 4.

Maklári József (Vác, 1922. március 1. – Budapest, 1999. november 11.) magyar karnagy, egyetemi tanár.

## Életpályája
1942-től a váci Vox Humana énekkar művészeti vezetője volt. 1946–1950 között a Zeneművészeti Főiskola énektanár-karvezető szakán tanult; itt Bárdos Lajos, Vásárhelyi Zoltán, Werner Alajos, Harmat Artúr, Gárdonyi Zoltán, Szabolcsi Bence tanítványa volt. 1949–1957 között a Honvéd Művészegyüttes karnagyaként dolgozott. 1957–1962 között a Fővárosi Zeneiskolai Szervezet tanára volt. 1962–1967 között a Népművelési Intézet főelőadójaként tevékenykedett. 1967–1984 között a Zeneművészeti Főiskola karvezető szakán docens, 1984–1992 között egyetemi tanár volt. 1976-tól az Európai Ifjúsági Kórusok (Europa Cantat) mozgalmának alelnöke és elnökségi tagja volt. 1980–1990 között a Kóta elnöke volt. 1982-től Magyarország képviselője volt a Nemzetközi Kórusszövetségben. 1993-ban nyugdíjba vonult.

## Díjai, elismerései
- Liszt Ferenc-díj (1967)
- Pro Urbe Vác (1975)
- Kiváló Népművelő (1977)
- KÓTA-díj (posztumusz, 2004)